# Delta-Bulldoggfledermaus

Skizze des Verbreitungsgebiets

Die Delta-Bulldoggfledermaus (Eumops delticus) ist ein im nördlichen Südamerika verbreitetes Fledertier in der Gattung der Bulldoggfledermäuse. Die Population wurde bis zum Jahr 2008 als Unterart in die Peters-Bulldoggfledermaus (Eumops bonariensis) eingeordnet.

## Merkmale
Dieser kleine bis mittelgroße Gattungsvertreter ist ohne Schwanz 65 bis 72 mm lang, die Schwanzlänge liegt bei 34 bis 45 mm und ein Exemplar wog 15 g. Es sind 9 bis 10 mm lange Hinterfüße, Unterarme von 45 bis 48 mm Länge und 19 bis 22 mm lange Ohren vorhanden. Die Delta-Bulldoggfledermaus hat dunkelbraunes Fell auf der Oberseite und etwas helleres Fell unterseits. Verglichen mit der Peters-Bulldoggfledermaus ist der Schädel kürzer und die Ohren im Verhältnis zum ganzen Kopf länger.

## Verbreitung und Lebensweise
Die Art ist vom südlichen Kolumbien über das nördliche Amazonasbecken in Brasilien sowie über das Mündungsgebiet des Amazonas bis in den Norden von Minas Gerais verbreitet. Einzelfunde sind aus dem nördlichen Peru bekannt. Die Fledermaus hält sich in tropischen Wäldern und Savannen auf.
Die nachtaktive Delta-Bulldoggfledermaus jagt Insekten. Ein Weibchen in Peru war im Oktober mit einem Embryo trächtig.

## Gefährdung
Informationen zu möglichen Bedrohungen und zur Populationsgröße liegen nicht vor. Die IUCN listet die Art mit unzureichende Datenlage (data deficient).